# 意大利天主教
意大利天主教是普世罗马天主教的一部分，接受罗马教宗和意大利主教团的精神指导。

## 傳入
基督教在公元1世纪来到意大利半岛，可能是由不知名的旅行者、商人或士兵传入。保罗的罗马书证实了第1世纪基督徒在罗马的存在。使徒彼得和保罗都曾前往罗马传教，接触当地的基督徒，并最终在那里殉道。罗马主教克雷芒一世，约在96年写《革利免一书》。 

## 重要人物
在2000年的历史中，意大利教会的规模和影响都有所增长，产生天主教一些最重要的领袖和宣传者（有些人因此殉道），包括：
- 亚居拉和百基拉；
- 圣依格那丢，在罗马殉道；
- 坡旅甲，在罗马殉道，使徒约翰的门徒；
- 游斯丁，教师和殉道者；
- 安波罗修，主教和圣师；
- 哲罗姆，神学家和圣师；
- 圣本笃，本笃会和西方修道院制度的创始人；
- 利奧一世，教宗和圣师；
- 额我略一世，罗马主教和圣师；
- 圣奥古斯丁 (坎特伯雷)，到英国传教的本笃会传教士，后来任英国主教；
- 乌尔班二世，召集第一次十字军的教宗；
- 安瑟伦，意大利出生的哲学家，圣师，后来任英国主教；
- 圣方济各 (亚西西)，方济各会的创始人；
- Bonaventure，多明我会神学家和圣师；
- 托马斯·阿奎那，神学家、哲学家和圣师；
- 但丁，诗人；
- 克劳迪奥·蒙泰韦尔迪，作曲家；
- 安东尼奥·维瓦尔第，神甫和作曲家；
- 利奧十三世，教宗和社会改革家；
- 教宗庇护十二世；
- 教宗若望二十三世，第二次梵蒂冈大公会议的发起人。当代各种平信徒教会运动的创始人，
- Luigi Giussani，共融与自由团体的创始人；
- Chiara Lubich，普世博爱运动的创始人。
- 还有，Andrea Riccardi，圣艾智德团体的创始人，现在是世界上最大的基于宗教信仰的团体之一。

## 宗教艺术
由于意大利文艺复兴的原因，意大利的教会艺术相当非凡，包括列奥纳多·达芬奇、米开朗基罗、济安·贝尼尼、桑德罗·波提切利、丁托列托、提香、拉斐尔、乔托等人的作品。 

## 宗教建築
意大利教堂建筑相当壮观，而且对于西方文化具有重要的历史意义，特别是罗马圣伯多禄大殿，威尼斯圣马可教堂，和伯鲁乃列斯基的佛罗伦萨圣母百花大教堂，包括吉伯提所作洗礼堂铜门上的“天国之门”青铜浮雕。

## 信徒比例
大约90%的意大利人是天主教徒，其中三分之一是活跃的成员。意大利有225个教区和总教区，数目之多在世界上仅次于巴西。意大利还拥有世界上最多的本堂区（25,694）、女性神职人员（102,089）、男性神职人员（23,719）和神父（44,906）。

## 組織
意大利的主教们组成意大利主教团，合作完成根据教会法规定的某些职能。与大多数主教团不同，意大利主教团主席由教宗任命，地位为意大利的主教长。自2007年3月起，主教团主席为 Angelo Bagnasco 枢机。
派往意大利的教廷大使也是驻圣马力诺大使。从2007年1月起，大使是意大利总主教Giuseppe Bertello。